# Propriá (kommun)
Propriá är en kommun i Brasilien.   Den ligger i delstaten Sergipe, i den östra delen av landet, 1 400 km nordost om huvudstaden Brasília. Antalet invånare är 28 457. Arean är 95 kvadratkilometer.
Terrängen i Propriá är platt.
Följande samhällen finns i Propriá:
- Propriá

Omgivningarna runt Propriá är huvudsakligen savann. Runt Propriá är det ganska glesbefolkat, med 43 invånare per kvadratkilometer.